# Джордж Кадіш
Джордж Кадіш, уроджений Цві (Гірш) Кадушин (1910  –  вересень 1997) — литовський фотограф єврейського походження, який документував життя в Каунаському гетто під час Голокосту, періоду геноциду євреїв нацистською Німеччиною.
До Другої світової війни він був учителем математики, природничих наук та електроніки в єврейській середній школі у Каунасі у Литві.
Як хобі, Кадушин займався фотографією у виготовляв саморобні фотоапарати.
У період нацистської окупації Литви він таємно зробив багато фотографій різних сцен з життя у гетто та його труднощів. Кадіш сконструював камери, за допомогою яких він міг фотографувати крізь петлицю на своєму пальто або через підвіконня. Таким чином йому вдавалося фотографувати делікатні сцени, які могли викликати гнів нацистів або колаборантів, наприклад, людей, зібраних на примусові роботи, спалення гетто та депортації. 
Його фотографії були представлені на виставці 2003 року в Інституті YIVO у Нью-Йорку.